# Dasyhelea nepenthicola
Dasyhelea nepenthicola är en tvåvingeart som beskrevs av Wirth och Roger A. Beaver 1979. Dasyhelea nepenthicola ingår i släktet Dasyhelea och familjen svidknott. Inga underarter finns listade i Catalogue of Life.